# Alain Forner
Pour les articles homonymes, voir Forner.
Alain Forner (né le 30 mai 1939 à Bône en Algérie française et décédé le 30 juin 1973 dans le 5e arrondissement de Paris) est secrétaire national de l'Union des étudiants communistes de France, de 1962 à 1964.

## Biographie
Étudiant à Paris, il participe en 1956-1957 à la re-création de l'Union des étudiants communistes de France (UECF). Il est alors âgé de 17 ans et demi. Il se syndique et milite à l'UNEF au G.E.H (Groupe des étudiants d'Histoire). Membre du secteur Lettres de l'organisation étudiante l'Union des étudiants communistes, Alain Forner est élu en 1958 au Bureau national de cette organisation. Il y est réélu en 1959, et devient en novembre 1960, le numéro 2, en tant secrétaire général adjointIl est secrétaire général de l'Union des étudiants communistes de France à partir du 5e Congrès de l'UEC tenu à la fin du mois de mars 1962 à Arcueil. 
Leader de la tendance dite « italienne » en référence à l'ouverture du Parti communiste italien, par rapport au stalinisme du PCF, il est réélu secrétaire national de l'UEC au Congrès de mars 1963, tenu à Châtillon. Il quittait cette fonction l'année suivante, lors du VIIe Congrès, tenu du 5 au 8 mars 1964, à Palaiseau, remplacé par Pierre Kahn, qui appartenait au même courant de pensée. 
Forner demeurait néanmoins membre du Comité national à la suite du VIIe Congrès jusqu'en 1965, date à laquelle l'UEC était « reprise en main » par le PCF. 
Avec trois autres anciens dirigeants de L'UEC, il annonce sa démission du parti communiste en janvier 1967.
En mai 68, il se situait dans le mouvement général de contestation, participant à la nuit des barricades, et comme nombre  de ses anciens camarades de l'UEC du début des années 1960, il était opposé à l'attitude adoptée par le PCF lors des « événements ». 
Enseignant, il fut un temps assistant d'histoire à l'Université Paris 1, avant de refuser ce poste et de partir pour l'Amérique latine. Revenant en France, il rompit avec sa famille, et se suicida en juin 1973.